# Ales stenar

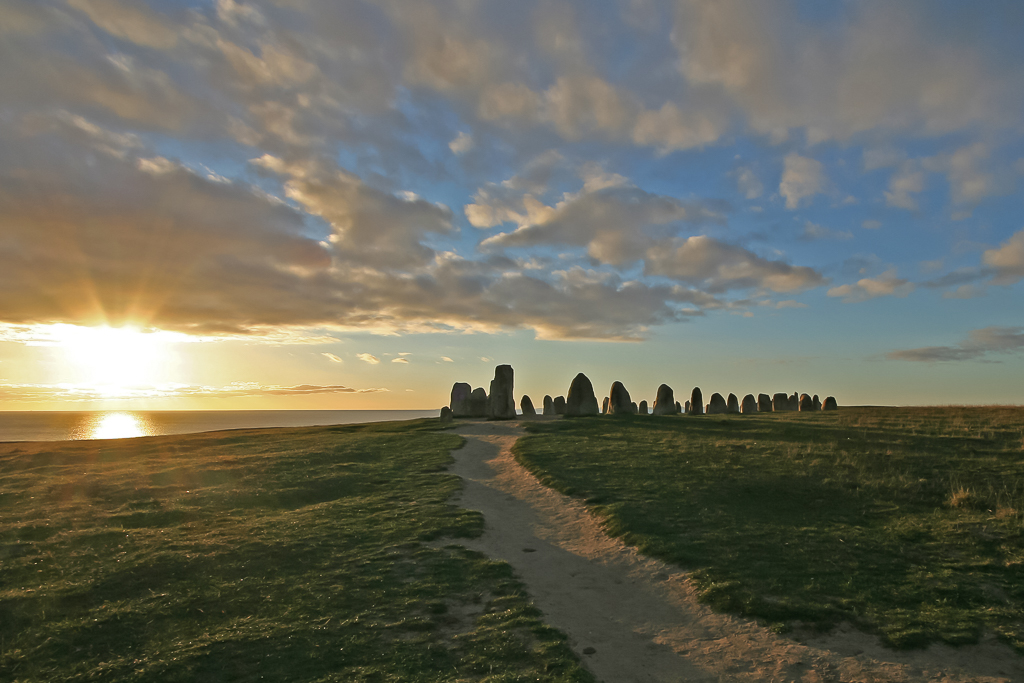
Ales stenar

Ales Stenar is een steenschip megaliet in de buurt van Kåseberga in de Zuid-Zweedse provincie Skåne län. Ales Stenar is waarschijnlijk 1400 jaar oud en stamt uit ongeveer 600 na Christus, dat is de Vendeltijd aan het einde van de Noordse IJzertijd. 
Ales Stenar heeft de vorm van een schip, is 67 meter lang, 19 meter breed en bestaat uit 59 voornamelijk granieten en enkele zandstenen rotsblokken met elk een gewicht van ongeveer 1,8 ton. Ales Stenar ligt op 37 meter boven de zeespiegel op de heuvel Kåsehuvud.